# Svetovno prvenstvo v nogometu 1974
Svetovno prvenstvo v nogometu 1974, ki ga je med 13. junijem in 7. julijem 1974 gostila Zahodna Nemčija, je bilo deseto Svetovno prvenstvo v nogometu. Svoj drugi naslov svetovnega prvaka je osvojila zahodnonemška reprezentanca, drugo mesto je osvojila nizozemska, tretje pa poljska.

## Prizorišča
| München            | Zahodni Berlin       | Hamburg            |
| ------------------ | -------------------- | ------------------ |
| Olympiastadion     | Olympiastadion       | Volksparkstadion   |
| Kapaciteta: 76,000 | Kapaciteta: 85,000   | Kapaciteta: 65,000 |
|                    |                      |                    |
| Dortmund           | Düsseldorf           | Gelsenkirchen      |
| Westfalenstadion   | Rheinstadion         | Parkstadion        |
| Kapaciteta: 53,600 | Kapaciteta: 70,100   | Kapaciteta: 70,000 |
|                    |                      |                    |
| Frankfurt          | Hanover              | Stuttgart          |
| Waldstadion        | Niedersachsenstadion | Neckarstadion      |
| Kapaciteta: 62,200 | Kapaciteta: 60,400   | Kapaciteta: 72,200 |
|                    |                      |                    |

## Sodniki
| Afrika (CAF) - Mahmoud Mustafa Kamel - Youssou N'Diaye Azija (AFC) - Jaffar Namdar - Govindasamy Suppiah Evropa (UEFA) - Aurelio Angonese - Doğan Babacan - Bob Davidson - Rudi Glöckner - Pavel Kasakov - Erich Linemayr - Vital Loraux - Károly Palotai - Nicolae Rainea - Pablo Sánchez Ibáñez - Rudolf Scheurer - Gerhard Schulenburg - Jack Taylor - Clive Thomas - Kurt Tschenscher - Arie van Gemert - Hans-Joachim Weyland | Severna in Srednja Amerika (CONCACAF) - Alfonso González Archundia - Werner Winsemann Oceanija (OFC) - Tony Bosković Južna Amerika (CSF) - Ramon Barreto - Omar Delgado Gómez - Vicente Llobregat - Armando Marques - Luis Pestarino - Edison Peréz-Núñez |

## Rezultati

### Prvi krog

#### Skupina 1
| Reprezentanca   | OT | Z | N | P | DG | PG | GR | TOČ |
| --------------- | -- | - | - | - | -- | -- | -- | --- |
| Vzhodna Nemčija | 3  | 2 | 1 | 0 | 4  | 1  | +3 | 5   |
| Zahodna Nemčija | 3  | 2 | 0 | 1 | 4  | 1  | +3 | 4   |
| Čile            | 3  | 0 | 2 | 1 | 1  | 2  | −1 | 2   |
| Avstralija      | 3  | 0 | 1 | 2 | 0  | 5  | −5 | 1   |

| 14. junij 1974 16:00 CET | Zahodna Nemčija | 1 – 0      | Čile | Stadion: Olympiastadion, Zahodni Berlin Gledalcev: 83,168 Sodnik: Doğan Babacan |
| 14. junij 1974 16:00 CET | Breitner 18'    | (Poročilo) |      | Stadion: Olympiastadion, Zahodni Berlin Gledalcev: 83,168 Sodnik: Doğan Babacan |

| 14. junij 1974 19:30 CET | Vzhodna Nemčija             | 2 – 0      | Avstralija | Stadion: Volksparkstadion, Hamburg Gledalcev: 10,000 Sodnik: Youssou N'Diaye |
| 14. junij 1974 19:30 CET | Curran 58' (AG) Streich 72' | (Poročilo) |            | Stadion: Volksparkstadion, Hamburg Gledalcev: 10,000 Sodnik: Youssou N'Diaye |

| 18. junij 1974 16:00 CET | Avstralija | 0 – 3      | Zahodna Nemčija                     | Stadion: Volksparkstadion, Hamburg Gledalcev: 35,000 Sodnik: Mahmoud Mustafa Kamel |
| 18. junij 1974 16:00 CET |            | (Poročilo) | Overath 12' Cullmann 34' Müller 53' | Stadion: Volksparkstadion, Hamburg Gledalcev: 35,000 Sodnik: Mahmoud Mustafa Kamel |

| 18. junij 1974 19:30 CET | Čile        | 1 – 1      | Vzhodna Nemčija | Stadion: Olympiastadion, Zahodni Berlin Gledalcev: 20,000 Sodnik: Aurelio Angonese |
| 18. junij 1974 19:30 CET | Ahumada 69' | (Poročilo) | Hoffmann 55'    | Stadion: Olympiastadion, Zahodni Berlin Gledalcev: 20,000 Sodnik: Aurelio Angonese |

| 22. junij 1974 16:00 CET | Avstralija | 0 – 0 | Čile | Stadion: Olympiastadion, Zahodni Berlin Gledalcev: 14,681 Sodnik: Jafar Namdar |
| 22. junij 1974 16:00 CET | (Poročilo) |       |      | Stadion: Olympiastadion, Zahodni Berlin Gledalcev: 14,681 Sodnik: Jafar Namdar |

| 22. junij 1974 19:30 CET | Vzhodna Nemčija | 1 – 0      | Zahodna Nemčija | Stadion: Volksparkstadion, Hamburg Gledalcev: 60,350 Sodnik: Ramon Barreto |
| 22. junij 1974 19:30 CET | Sparwasser 77'  | (Poročilo) |                 | Stadion: Volksparkstadion, Hamburg Gledalcev: 60,350 Sodnik: Ramon Barreto |

#### Skupina 2
| Reprezentanca | OT | Z | N | P | DG | PG | GR  | TOČ |
| ------------- | -- | - | - | - | -- | -- | --- | --- |
| Jugoslavija   | 3  | 1 | 2 | 0 | 10 | 1  | +9  | 4   |
| Brazilija     | 3  | 1 | 2 | 0 | 3  | 0  | +3  | 4   |
| Škotska       | 3  | 1 | 2 | 0 | 3  | 1  | +2  | 4   |
| Zair          | 3  | 0 | 0 | 3 | 0  | 14 | −14 | 0   |

| 13. junij 1974 17:00 CET | Brazilija  | 0 – 0 | Jugoslavija | Stadion: Waldstadion, Frankfurt Gledalcev: 62,000 Sodnik: Rudolf Scheurer |
| 13. junij 1974 17:00 CET | (Poročilo) |       |             | Stadion: Waldstadion, Frankfurt Gledalcev: 62,000 Sodnik: Rudolf Scheurer |

| 14. junij 1974 19:30 CET | Zair | 0 – 2      | Škotska                | Stadion: Westfalenstadion, Dortmund Gledalcev: 25,000 Sodnik: Gerhard Schulenburg |
| 14. junij 1974 19:30 CET |      | (Poročilo) | Lorimer 26' Jordan 34' | Stadion: Westfalenstadion, Dortmund Gledalcev: 25,000 Sodnik: Gerhard Schulenburg |

| 18. junij 1974 19:30 CET | Jugoslavija                                                                                    | 9 – 0      | Zair | Stadion: Parkstadion, Gelsenkirchen Gledalcev: 20,000 Sodnik: Omar Delgado Gómez |
| 18. junij 1974 19:30 CET | Bajević 8', 30', 81' Džajić 14' Šurjak 18' Katalinski 22' Bogićević 35' Oblak 61' Petković 65' | (Poročilo) |      | Stadion: Parkstadion, Gelsenkirchen Gledalcev: 20,000 Sodnik: Omar Delgado Gómez |

| 18. junij 1974 19:30 CET | Škotska    | 0 – 0 | Brazilija | Stadion: Waldstadion, Frankfurt Gledalcev: 50,000 Sodnik: Arie van Gemert |
| 18. junij 1974 19:30 CET | (Poročilo) |       |           | Stadion: Waldstadion, Frankfurt Gledalcev: 50,000 Sodnik: Arie van Gemert |

| 22. junij 1974 16:00 CET | Škotska    | 1 – 1      | Jugoslavija | Stadion: Waldstadion, Frankfurt Gledalcev: 60,000 Sodnik: González Archundía |
| 22. junij 1974 16:00 CET | Jordan 88' | (Poročilo) | Karasi 81'  | Stadion: Waldstadion, Frankfurt Gledalcev: 60,000 Sodnik: González Archundía |

| 22. junij 1974 16:00 CET | Zair | 0 – 3      | Brazilija                                | Stadion: Parkstadion, Gelsenkirchen Gledalcev: 35,000 Sodnik: Nicolae Rainea |
| 22. junij 1974 16:00 CET |      | (Poročilo) | Jairzinho 12' Rivelino 66' Valdomiro 79' | Stadion: Parkstadion, Gelsenkirchen Gledalcev: 35,000 Sodnik: Nicolae Rainea |

#### Skupina 3
| Reprezentanca | OT | Z | N | P | DG | PG | GR | TOČ |
| ------------- | -- | - | - | - | -- | -- | -- | --- |
| Nizozemska    | 3  | 2 | 1 | 0 | 6  | 1  | +5 | 5   |
| Švedska       | 3  | 1 | 2 | 0 | 3  | 0  | +3 | 4   |
| Bolgarija     | 3  | 0 | 2 | 1 | 2  | 5  | −3 | 2   |
| Urugvaj       | 3  | 0 | 1 | 2 | 1  | 6  | −5 | 1   |

| 15. junij 1974 16:00 CET | Urugvaj | 0 – 2      | Nizozemska   | Stadion: Niedersachsenstadion, Hanover Gledalcev: 53,700 Sodnik: Károly Palotai |
| 15. junij 1974 16:00 CET |         | (Poročilo) | Rep 16', 86' | Stadion: Niedersachsenstadion, Hanover Gledalcev: 53,700 Sodnik: Károly Palotai |

| 15. junij 1974 16:00 CET | Švedska    | 0 – 0 | Bolgarija | Stadion: Rheinstadion, Düsseldorf Gledalcev: 22,500 Sodnik: Edison Perez Nunez |
| 15. junij 1974 16:00 CET | (Poročilo) |       |           | Stadion: Rheinstadion, Düsseldorf Gledalcev: 22,500 Sodnik: Edison Perez Nunez |

| 19. junij 1974 19:30 CET | Urugvaj    | 1 – 1      | Bolgarija | Stadion: Niedersachsenstadion, Hanover Gledalcev: 12,000 Sodnik: Jack Taylor |
| 19. junij 1974 19:30 CET | Pavoni 87' | (Poročilo) | Bonev 75' | Stadion: Niedersachsenstadion, Hanover Gledalcev: 12,000 Sodnik: Jack Taylor |

| 19. junij 1974 19:30 CET | Nizozemska | 0 – 0 | Švedska | Stadion: Westfalenstadion, Dortmund Gledalcev: 53,700 Sodnik: Werner Winsemann |
| 19. junij 1974 19:30 CET | (Poročilo) |       |         | Stadion: Westfalenstadion, Dortmund Gledalcev: 53,700 Sodnik: Werner Winsemann |

| 23. junij 1974 16:00 CET | Nizozemska                                         | 4 – 1      | Bolgarija     | Stadion: Westfalenstadion, Dortmund Gledalcev: 52,100 Sodnik: Tony Bosković |
| 23. junij 1974 16:00 CET | Neeskens 5' (pen.), 44' (pen.) Rep 71' de Jong 88' | (Poročilo) | Krol 78' (AG) | Stadion: Westfalenstadion, Dortmund Gledalcev: 52,100 Sodnik: Tony Bosković |

| 23. junij 1974 16:00 CET | Švedska                       | 3 – 0      | Urugvaj | Stadion: Rheinstadion, Düsseldorf Gledalcev: 27,100 Sodnik: Erich Linemayr |
| 23. junij 1974 16:00 CET | Edström 46', 77' Sandberg 74' | (Poročilo) |         | Stadion: Rheinstadion, Düsseldorf Gledalcev: 27,100 Sodnik: Erich Linemayr |

#### Skupina 4
| Reprezentanca | OT | Z | N | P | DG | PG | GR  | TOČ |
| ------------- | -- | - | - | - | -- | -- | --- | --- |
| Poljska       | 3  | 3 | 0 | 0 | 12 | 3  | +9  | 6   |
| Argentina     | 3  | 1 | 1 | 1 | 7  | 5  | +2  | 3   |
| Italija       | 3  | 1 | 1 | 1 | 5  | 4  | +1  | 3   |
| Haiti         | 3  | 0 | 0 | 3 | 2  | 14 | −12 | 0   |

| 15. junij 1974 18:00 CET | Italija                             | 3 – 1      | Haiti     | Stadion: Olympiastadion, München Gledalcev: 51,100 Sodnik: Vicente Llobregat |
| 15. junij 1974 18:00 CET | Rivera 52' Benetti 64' Anastasi 78' | (Poročilo) | Sanon 46' | Stadion: Olympiastadion, München Gledalcev: 51,100 Sodnik: Vicente Llobregat |

| 15. junij 1974 18:00 CET | Poljska                  | 3 – 2      | Argentina                 | Stadion: Neckarstadion, Stuttgart Gledalcev: 31,500 Sodnik: Clive Thomas |
| 15. junij 1974 18:00 CET | Lato 7', 62' Szarmach 8' | (Poročilo) | Heredia 60' Babington 66' | Stadion: Neckarstadion, Stuttgart Gledalcev: 31,500 Sodnik: Clive Thomas |

| 19. junij 1974 19:30 CET | Argentina    | 1 – 1      | Italija          | Stadion: Neckarstadion, Stuttgart Gledalcev: 68,900 Sodnik: Rudi Glöckner |
| 19. junij 1974 19:30 CET | Houseman 20' | (Poročilo) | Perfumo 35' (AG) | Stadion: Neckarstadion, Stuttgart Gledalcev: 68,900 Sodnik: Rudi Glöckner |

| 19. junij 1974 19:30 CET | Haiti | 0 – 7      | Poljska                                                   | Stadion: Olympiastadion, München Gledalcev: 23,400 Sodnik: Govindasamay Suppiah |
| 19. junij 1974 19:30 CET |       | (Poročilo) | Lato 17', 87' Deyna 18' Szarmach 30', 34', 50' Gorgoń 31' | Stadion: Olympiastadion, München Gledalcev: 23,400 Sodnik: Govindasamay Suppiah |

| 23. junij 1974 16:00 CET | Argentina                               | 4 – 1      | Haiti     | Stadion: Olympiastadion, München Gledalcev: 24,000 Sodnik: Pablo Sanchez Ibanez |
| 23. junij 1974 16:00 CET | Yazalde 15', 68' Houseman 18' Ayala 55' | (Poročilo) | Sanon 63' | Stadion: Olympiastadion, München Gledalcev: 24,000 Sodnik: Pablo Sanchez Ibanez |

| 23. junij 1974 16:00 CET | Poljska                | 2 – 1      | Italija     | Stadion: Neckarstadion, Stuttgart Gledalcev: 68,900 Sodnik: Hans-Joachim Weyland |
| 23. junij 1974 16:00 CET | Szarmach 38' Deyna 44' | (Poročilo) | Capello 85' | Stadion: Neckarstadion, Stuttgart Gledalcev: 68,900 Sodnik: Hans-Joachim Weyland |

### Drugi krog

#### Skupina A
| Reprezentanca   | OT | Z | N | P | DG | PG | GR | TOČ |
| --------------- | -- | - | - | - | -- | -- | -- | --- |
| Nizozemska      | 3  | 3 | 0 | 0 | 8  | 0  | +8 | 6   |
| Brazilija       | 3  | 2 | 0 | 1 | 3  | 3  | 0  | 4   |
| Vzhodna Nemčija | 3  | 0 | 1 | 2 | 1  | 4  | −3 | 1   |
| Argentina       | 3  | 0 | 1 | 2 | 2  | 7  | −5 | 1   |

| 26. junij 1974 19:30 CET | Nizozemska                        | 4 – 0      | Argentina | Stadion: Parkstadion, Gelsenkirchen Gledalcev: 55,348 Sodnik: Bob Davidson |
| 26. junij 1974 19:30 CET | Cruijff 11', 90' Krol 25' Rep 73' | (Poročilo) |           | Stadion: Parkstadion, Gelsenkirchen Gledalcev: 55,348 Sodnik: Bob Davidson |

| 26. junij 1974 19:30 CET | Brazilija    | 1 – 0      | Vzhodna Nemčija | Stadion: Niedersachsenstadion, Hanover Gledalcev: 58,463 Sodnik: Clive Thomas |
| 26. junij 1974 19:30 CET | Rivelino 60' | (Poročilo) |                 | Stadion: Niedersachsenstadion, Hanover Gledalcev: 58,463 Sodnik: Clive Thomas |

| 30. junij 1974 16:00 CET | Argentina    | 1 – 2      | Brazilija                  | Stadion: Niedersachsenstadion, Hanover Gledalcev: 38,000 Sodnik: Vital Loraux |
| 30. junij 1974 16:00 CET | Brindisi 35' | (Poročilo) | Rivelino 32' Jairzinho 49' | Stadion: Niedersachsenstadion, Hanover Gledalcev: 38,000 Sodnik: Vital Loraux |

| 30. junij 1974 16:00 CET | Vzhodna Nemčija | 0 – 2      | Nizozemska                  | Stadion: Parkstadion, Gelsenkirchen Gledalcev: 67,148 Sodnik: Rudolf Scheurer |
| 30. junij 1974 16:00 CET |                 | (Poročilo) | Neeskens 7' Rensenbrink 59' | Stadion: Parkstadion, Gelsenkirchen Gledalcev: 67,148 Sodnik: Rudolf Scheurer |

| 3. julij 1974 19:30 CET | Argentina    | 1 – 1      | Vzhodna Nemčija | Stadion: Parkstadion, Gelsenkirchen Gledalcev: 53,054 Sodnik: Jack Taylor |
| 3. julij 1974 19:30 CET | Houseman 20' | (Poročilo) | Streich 14'     | Stadion: Parkstadion, Gelsenkirchen Gledalcev: 53,054 Sodnik: Jack Taylor |

| 3. julij 1974 19:30 CET | Nizozemska               | 2 – 0      | Brazilija | Stadion: Westfalenstadion, Dortmund Gledalcev: 52,500 Sodnik: Kurt Tschenscher |
| 3. julij 1974 19:30 CET | Neeskens 50' Cruijff 65' | (Poročilo) |           | Stadion: Westfalenstadion, Dortmund Gledalcev: 52,500 Sodnik: Kurt Tschenscher |

#### Skupina B
| Reprezentanca   | OT | Z | N | P | DG | PG | GR | TOČ |
| --------------- | -- | - | - | - | -- | -- | -- | --- |
| Zahodna Nemčija | 3  | 3 | 0 | 0 | 7  | 2  | +5 | 6   |
| Poljska         | 3  | 2 | 0 | 1 | 3  | 2  | +1 | 4   |
| Švedska         | 3  | 1 | 0 | 2 | 4  | 6  | −2 | 2   |
| Jugoslavija     | 3  | 0 | 0 | 3 | 2  | 6  | −4 | 0   |

| 26. junij 1974 16:00 CET | Jugoslavija | 0 – 2      | Zahodna Nemčija         | Stadion: Rheinstadion, Düsseldorf Gledalcev: 66,085 Sodnik: Armando Marques |
| 26. junij 1974 16:00 CET |             | (Poročilo) | Breitner 39' Müller 82' | Stadion: Rheinstadion, Düsseldorf Gledalcev: 66,085 Sodnik: Armando Marques |

| 26. junij 1974 19:30 CET | Švedska | 0 – 1      | Poljska  | Stadion: Neckarstadion, Stuttgart Gledalcev: 43,755 Sodnik: Ramon Barreto |
| 26. junij 1974 19:30 CET |         | (Poročilo) | Lato 43' | Stadion: Neckarstadion, Stuttgart Gledalcev: 43,755 Sodnik: Ramon Barreto |

| 30. junij 1974 16:00 CET | Poljska                   | 2 – 1      | Jugoslavija | Stadion: Waldstadion, Frankfurt Gledalcev: 55,000 Sodnik: Rudi Glöckner |
| 30. junij 1974 16:00 CET | Deyna 24' (pen.) Lato 62' | (Poročilo) | Karasi 43'  | Stadion: Waldstadion, Frankfurt Gledalcev: 55,000 Sodnik: Rudi Glöckner |

| 30. junij 1974 19:30 CET | Zahodna Nemčija                                        | 4 – 2      | Švedska                  | Stadion: Rheinstadion, Düsseldorf Gledalcev: 66,500 Sodnik: Nicolae Rainea |
| 30. junij 1974 19:30 CET | Overath 51' Bonhof 52' Grabowski 76' Hoeneß 89' (pen.) | (Poročilo) | Edström 24' Sandberg 53' | Stadion: Rheinstadion, Düsseldorf Gledalcev: 66,500 Sodnik: Nicolae Rainea |

| 3. julij 1974 16:30 CET | Poljska | 0 – 1      | Zahodna Nemčija | Stadion: Waldstadion, Frankfurt Gledalcev: 59,000 Sodnik: Erich Linemayr (Austria) |
| 3. julij 1974 16:30 CET |         | (Poročilo) | Müller 76'      | Stadion: Waldstadion, Frankfurt Gledalcev: 59,000 Sodnik: Erich Linemayr (Austria) |

| 3. julij 1974 19:30 CET | Švedska                     | 2 – 1      | Jugoslavija | Stadion: Rheinstadion, Düsseldorf Gledalcev: 40,000 Sodnik: Luis Pestarino |
| 3. julij 1974 19:30 CET | Edström 29' Torstensson 85' | (Poročilo) | Šurjak 27'  | Stadion: Rheinstadion, Düsseldorf Gledalcev: 40,000 Sodnik: Luis Pestarino |

### Za tretje mesto
| 6. julij 1974 16:00 | Brazilija | 0 – 1      | Poljska  | Stadion: Olympiastadion, München Gledalcev: 74,100 Sodnik: Aurelio Angonese |
| 6. julij 1974 16:00 |           | (Poročilo) | Lato 76' | Stadion: Olympiastadion, München Gledalcev: 74,100 Sodnik: Aurelio Angonese |

### Finale
| 7. julij 1974 16:00 CET | Nizozemska         | 1 – 2      | Zahodna Nemčija                | Stadion: Olympiastadion, München Gledalcev: 75,200 Sodnik: Jack Taylor |
| 7. julij 1974 16:00 CET | Neeskens 2' (pen.) | (Poročilo) | Breitner 25' (pen.) Müller 43' | Stadion: Olympiastadion, München Gledalcev: 75,200 Sodnik: Jack Taylor |

## Strelci
| 7 golov - Grzegorz Lato 5 golov - Johan Neeskens - Andrzej Szarmach 4 goli - Gerd Müller - Johnny Rep - Ralf Edström 3 goli - René Houseman - Rivelino - Paul Breitner - Johan Cruijff - Kazimierz Deyna - Dušan Bajević | 2 gola - Héctor Yazalde - Jairzinho - Joachim Streich - Wolfgang Overath - Emmanuel Sanon - Joe Jordan - Roland Sandberg - Stanislav Karasi - Ivica Šurjak 1 gol - Rubén Ayala - Carlos Babington - Miguel Ángel Brindisi - Ramón Heredia - Valdomiro - Hristo Bonev - Sergio Ahumada - Martin Hoffmann - Jürgen Sparwasser - Rainer Bonhof - Bernhard Cullmann - Jürgen Grabowski - Uli Hoeneß | - Pietro Anastasi - Romeo Benetti - Fabio Capello - Gianni Rivera - Theo de Jong - Ruud Krol - Rob Rensenbrink - Jerzy Gorgoń - Peter Lorimer - Conny Torstensson - Ricardo Pavoni - Vladislav Bogićević - Dragan Džajić - Josip Katalinski - Branko Oblak - Ilija Petković Avtogoli - Roberto Perfumo (za Italijo) - Colin Curran (za Vzhodno Nemčijo) - Ruud Krol (za Bolgarijo) |